# Fort Folly
Pour les articles homonymes, voir Folly.
Ne doit pas être confondu avec Folly fort.
La Première Nation de Fort Folly est une Première Nation (au sens de « bande indienne ») mi'kmaq, dont la seule réserve, Fort Folly 1, est située dans le comté de Westmorland, au sud-est du Nouveau-Brunswick, au Canada.

## Histoire

### Origines

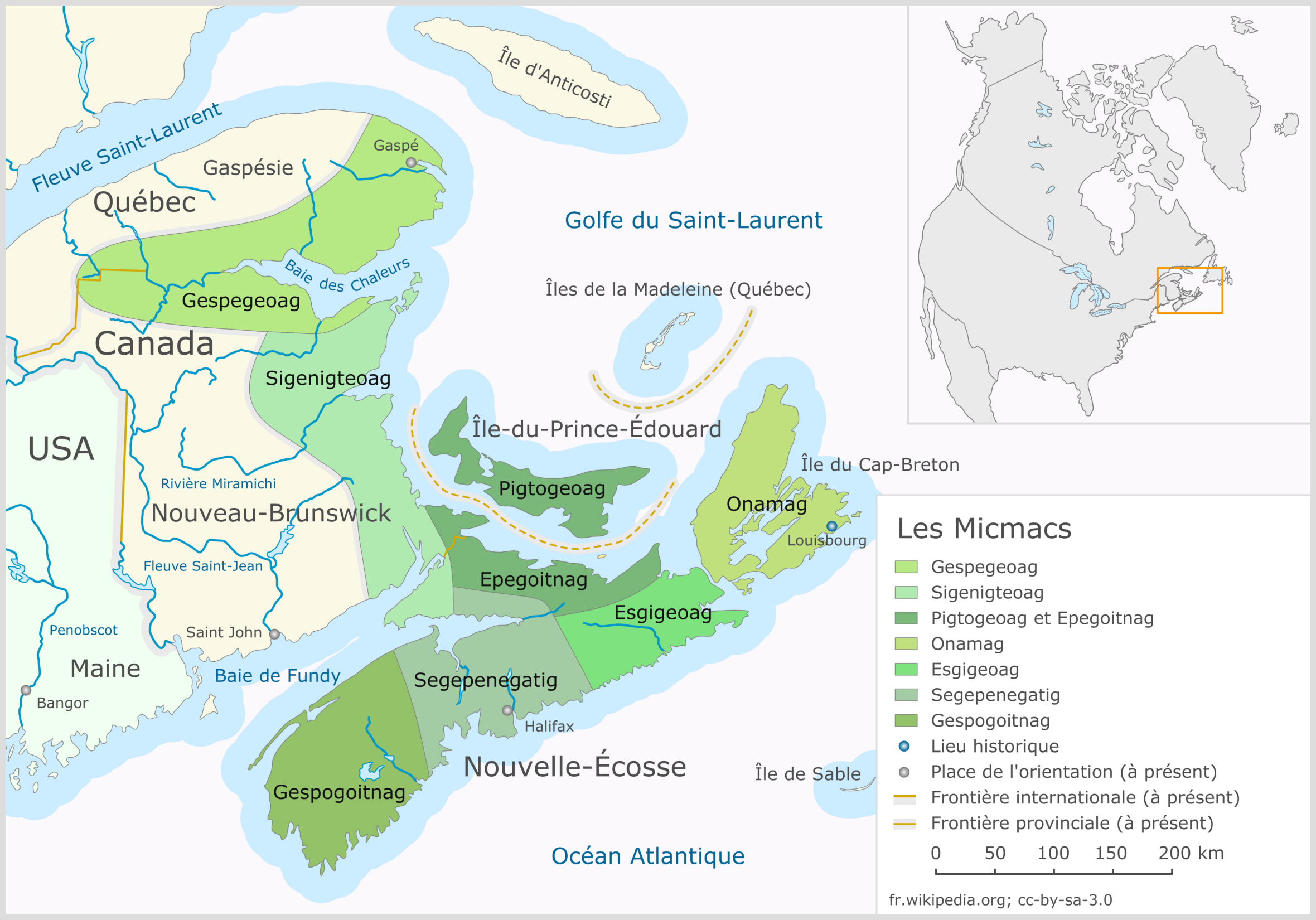
Les sept districts mi'kmaq.

Les Micmacs habitent la région du sud-est de ce qui est appelé de nos jours le Nouveau-Brunswick depuis plusieurs milliers d'années. Ils vivent alors dans les terres durant l'hiver et près de l'eau durant l'été. Parmi les familles établies dans la région, il y avait les Nokoute (ou Knockwood), Bernard, Skéouite, Toudou, Argémiche, Thomas, etc.

### Arrivée des Européens
Les premiers contacts que les Micmacs ont avec les Européens furent probablement avec des pêcheurs qui visitèrent la région à partir du XIIIe siècle. En 1605, Samuel de Champlain et Jean de Poutrincourt explorèrent la baie mais ne mentionnèrent pas de présence humaine dans la région. En 1612, le père Biard, Charles de Biencourt et leurs quatre guides amérindiens visitèrent Memramcook. Il y avait alors de 60 à 80 cabanes. Vers 1671, des Acadiens fondèrent le village de Beaubassin, non loin à l'est des Trois-Rivières. Les contacts se firent de plus en plus fréquents à partir de cette époque. En effet, des coureurs des bois et des pêcheurs européens et acadiens commencèrent à fréquenter les lieux et il semble que certains s'y établirent.
En 1698, Pierre Thibaudeau, Guillaume Blanchard, Pierre Gaudet et quelques autres personnes partirent de Port-Royal dans le but d'explorer les Trois-Rivières. La même année, Pierre Gaudet fonda le village de Memramcook. Pierre Thibaudeau et Guillaume Blanchard fondèrent Chipoudy de leur côté, mais ce dernier fonda en 1699 le village de Petitcoudiac. Les villages se développèrent véritablement à la suite de la signature du Traité d'Utrecht, en 1713, qui céda l'Acadie à l'Angleterre. De nouvelles familles de Port-Royal y déménagèrent alors, encore territoire français.

### Établissement de réserves

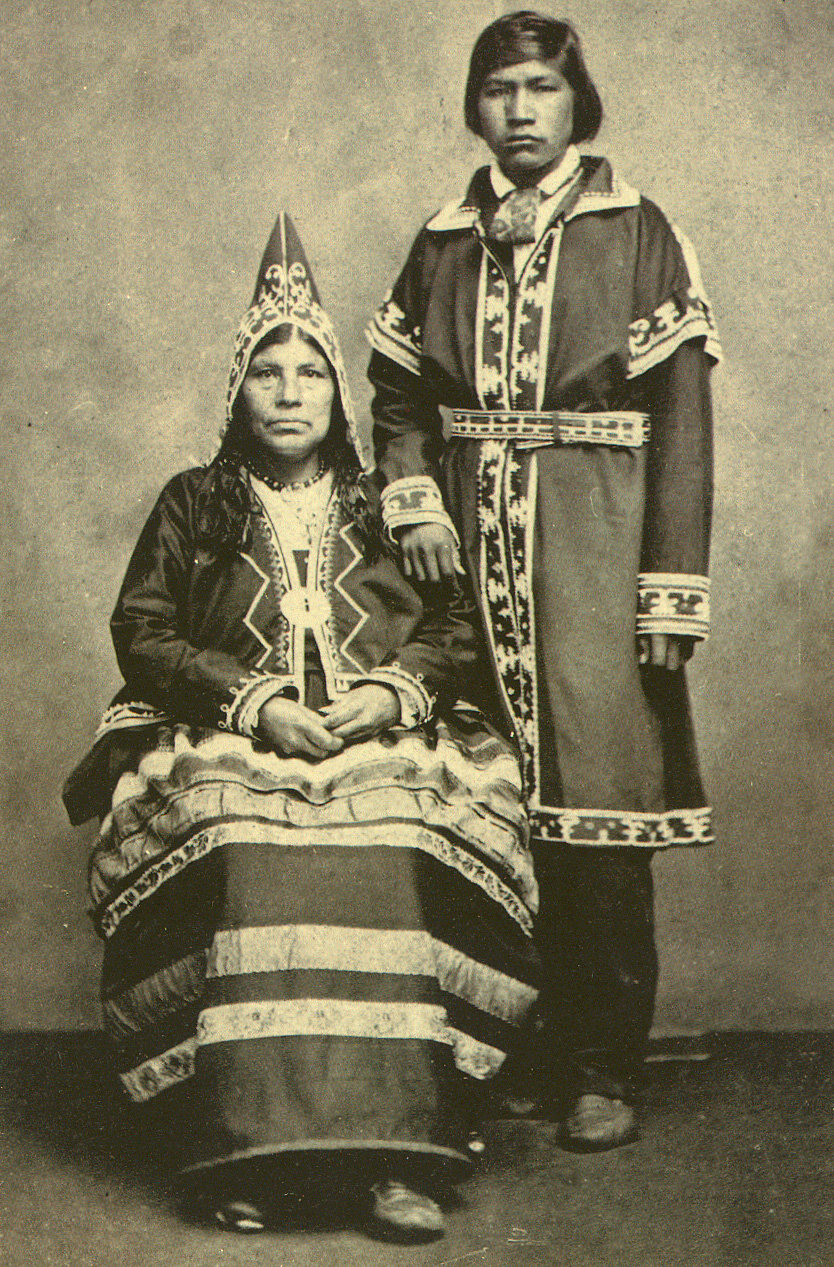
Un couple mi'kmaq au XIXe siècle.

La première réserve indienne mise à la disposition de la Première Nation est la réserve Aboujagane 29, créée en 1825 et aujourd'hui disparue. 
Toutefois, vers 1830, la vente d'alcool et des intempéries nuisant aux cultures rendent la situation des Micmacs difficile. En 1837, le prêtre Ferdinand Gauvreau, de Memramcook, est nommé commissaire des Indiens du comté de Westmorland. En juillet de la même année, lors d'une réunion générale des Micmacs de la région présidée par Gauvreau, les personnes présentes élisent Peter Bernard comme chef. Ce dernier et Gauvreau discutent de l'établissement communautaire fixe où les Mi'kmaqs pourraient faire davantage d'agriculture. En juin 1838, le chef Bernard, muni d'une lettre de Gauvreau, s'entretient avec Edward Barron Chandler des moyens possibles pour arrêter la vente d'alcool. Il lui annonce aussi le projet de communauté. Lors des rencontres suivantes, ils s'accordent pour que le comté achète une terre. Le terrain choisi se trouvait au bord de la rivière Petitcodiac, juste au sud de Beaumont. Les 64 acres, achetées le 15 juillet 1840 pour 50 livres, appartenaient depuis 1820 à Amasa et Sally Weldon, qui les avaient achetées de Joseph Frederick Wallet Desbarres. La réserve de Fort Folly 27 est donc créée. Le déménagement de la population se fait probablement peu de temps après, à la fin de l'été ou à l'automne.
En 1840, les Acadiens de Saint-Anselme et Memramcook construisent de grandes églises dans le secteur. Pour être mieux desservis, les habitants de Beaumont font construire, en 1842, la chapelle Sainte-Anne. À cette époque, les Mi'kmaqs vendent des paniers, des seaux, des cuves et des colliers aux Acadiens des environs.
En 1851, la réserve de Beaumont compte 40 habitants, quatre maisons et dix tentes. Au cours des décennies qui suivent, la population de la réserve décroît en faveur d'Aboujagane.
En 1918, les membres de la réserve sont relocalisés au site actuel, de l'autre côté de la rivière, près de Dorchester. D'autres partent vivre à Richibouctou 15, dans le Kent. La réserve est plus tard rebaptisée Fort Folly 1.

## Démographie
Plus petite des communautés micmacs de la province, la réserve comptait 45 habitants en 2006 contre 33 en 1996, soit une augmentation de 36,4 % en 10 ans.
La première nation compte 106 membres inscrits. Des 42 personnes résidant sur la réserve indienne de Fort Folly 1, 27 font partie de la communauté. 78 autres résident à l'extérieur de la réserve, portant à 120 la population totale de Fort Folly. la population de Fort Folly est généralement plus vieille que celle des autres premières nations, et elle est peu nombreuse. La population sur la réserve augmenta dans les années 1990, mais baisse depuis 2001 à cause des jeunes quittant la communauté. La langue d'usage de plus des trois quarts de la population est l'anglais. Pour le reste de la population, environ la moitié parle couramment la langue micmaque et le reste peut comprendre la langue.
Statistique Canada ne fournit pas toutes les données sur les réserves indiennes comptant moins de 250 habitants, tel est le cas de Fort Folly 1.
Selon le recensement, il y avait 45 habitants en 2006,  comparativement à 46 habitants en 2001, soit une baisse de 2,2 % en 5 ans. L'âge médian est de 38,0 ans, comparativement à 41,5 pour la province. 88,9 % de la population est âgée de plus de 15 ans, comparativement à 83,8 % pour la province. 
| 1991 | 1996 | 2001 | 2006 |
| ---- | ---- | ---- | ---- |
|      |      | 46   | 45   |

## Administration

### Conseil de bande
La Première nation est présidée par un conseil de bande, élu par les membres de la communauté depuis 1973.
| Mandat      | Fonctions   | Nom(s)                                 |
| ----------- | ----------- | -------------------------------------- |
| 2009 - 2010 | Chef        | Joseph Knockwood                       |
| 2009 - 2010 | Conseillers | Jennifer Knockwood, Rebecca Knockwood. |

|  | Indépendant | 1837-?    | Peter Bernard            |
|  | Indépendant | 1874-?    | Samuel Thomas            |
|  | Indépendant | 1899-1902 | David Bernard            |
|  | Indépendant | 19??-19?? | Israël Nocoute           |
|  | Indépendant | 1973-1977 | William Knockwood        |
|  | Indépendant | 1977-1979 | Henri Knockwood          |
|  | Indépendant | 1979-1989 | Stephenson Bernard       |
|  | Indépendant | 1990-1996 | Camille Thomas           |
|  | Indépendant | 1997-2003 | Joseph Edward Knockwood  |
|  | Indépendant | 2003-2007 | Hugh Knockwood           |
|  | Indépendant | 2007-     | Joseph Edward Knowckwood |

### Représentation
La Première nation est affiliée au conseil tribal North Shore Micmac District Council
 Nouveau-Brunswick: Fort Folly fait partie de la circonscription provinciale de Tantramar, qui est représentée à l'Assemblée législative du Nouveau-Brunswick par Megan Mitton, du Parti vert du Nouveau-Brunswick. Elle est élue en 2018.
 Canada: Fort Folly fait partie de la circonscription fédérale de Beauséjour. Cette circonscription est représentée à la Chambre des communes du Canada par Dominic LeBlanc, du Parti libéral.

## Économie
Entreprise Sud-Est, membre du Réseau Entreprise, a la responsabilité du développement économique.

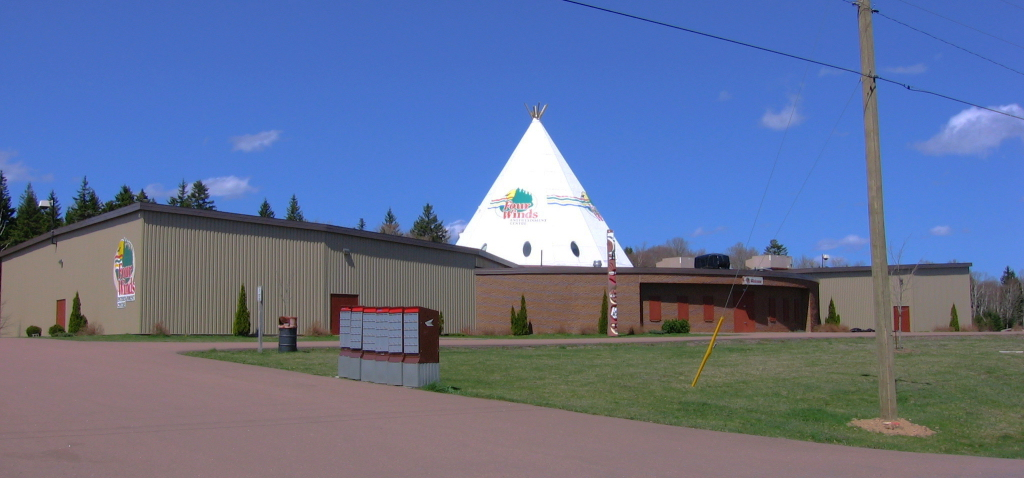
Le complexe Four Winds.

Parmi la population active, 22 % sont sur l'aide sociale, 25 % sont sur pension, 28 % travaillent à temps partiel ou de façon saisonnière et 22 % travaillent à temps plein. Tous les membres âgés entre 20 et 34 ans possèdent un diplôme ou certificat d'études post-secondaire.
La totalité des dépenses sont faites à l'extérieur de la réserve car il n'y a aucun commerce sur son territoire. Le Four Winds, comprenant une salle de bingo, un bar, un restaurant et une boutique de souvenirs avait ouvert ses portes en 1995 mais dut fermer en 2000, n'étant pas assez profitable. Il y a plusieurs autres projets de commerces, tel qu'une station-service sur la route 106. Il existe un atelier d'usinage.
La pêche est la principale industrie de la première nation. La communauté possède trois bateaux, le Chief Stephenson, le Sassy Sue et le Melanie Dawn ainsi que neuf permis de pêche mais se concentre principalement sur le homard, le poisson de fond et l'espadon. Les sites de pêche sont dans la baie de Fundy, au large de Parrsboro et dans l'océan Atlantique, au large de Sambro.
Le Salmon Habitat Recovery Building (Bâtiment de récupération de l'habitat du saumon) est un laboratoire faisant partie d'un projet de surveillance de la population de saumon atlantique de la baie de Fundy, considéré comme en danger. En partenariat avec Parcs Canada, les employés du laboratoire identifient et suivent les poissons et font l'élevage. Les installations comprennent des laboratoires, une serre, des bureaux et des entrepôts et comte 5 employés.

## Infrastructures et services
Le détachement de la Gendarmerie royale du Canada le plus proche est situé à Sackville. Le bureau de poste le plus proche est quant à lui à Dorchester.
Les anglophones bénéficient des quotidiens Telegraph-Journal, publié à Saint-Jean et Times & Transcript, de Moncton. Ils ont aussi accès à l'hebdomadaire Sackville Tribune-Post, de Sackville. Les francophones bénéficient quant à eux du quotidien L'Acadie nouvelle, publié à Caraquet, ainsi que l'hebdomadaire L'Étoile, de Dieppe.

## Culture

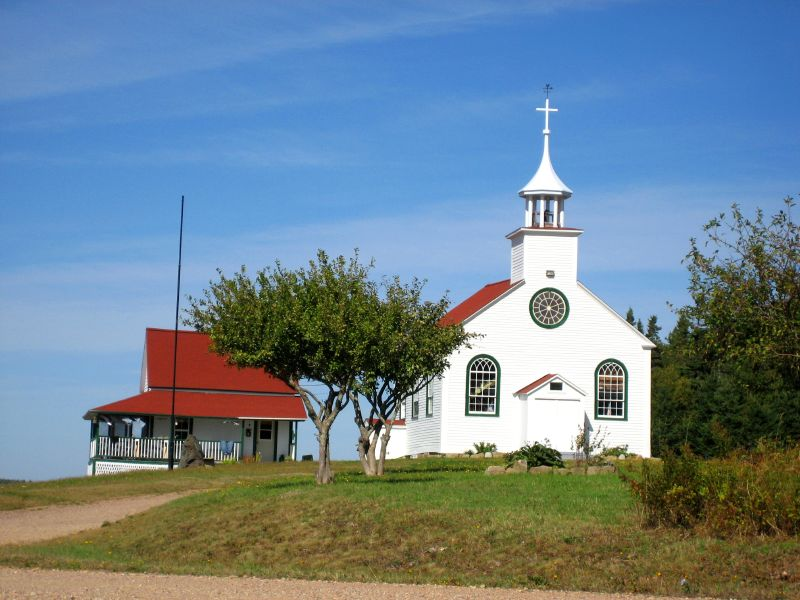
Site historique de la chapelle Sainte-Anne de Beaumont.